# Eualus cranchii
Eualus cranchii is een garnalensoort uit de familie van de Hippolytidae. De wetenschappelijke naam van de soort is voor het eerst geldig gepubliceerd in 1817 door William Elford Leach.